# 杰巴里基哈亚
杰巴里基哈亚（羅馬化：Dzhebariki-Khaya）是俄罗斯萨哈共和国的市级镇，属通波区，位于勒拿河支流阿尔丹河畔，在共和国首府雅库茨克以东约320（200英里）处，距区行政中心汉德加约52（32英里）。
该地2021年人口有1,113人；2010年人口1,694；2002年人口2,125；1989年人口3,825。